# Ремез американський
Ре́мез америка́нський (Auriparus flaviceps) — вид горобцеподібних птахів родини ремезових (Remizidae).

## Поширення
Птах поширений у південно-західних штатах США та на півночі Мексики.

## Опис
Дрібний птах, завдовжки до 11 см. Тіло сірого забарвлення, голова яскраво-жовта. На плечах чітка червона пляма. Від синиць відрізняється тоншим дзьобом.

## Спосіб життя
Птах мешкає у посушливих регіонах. Трапляється поодинці або парами. Активний вдень, вночі переховується у гніздах. Живиться комахами, ягодами, нектаром. Кулясте гніздо з гілок з бічним входом споруджується на незначній висоті в кущах або глибоко в кроні дерев. Самець спочатку будує гніздо самостійно. Після спарювання самиця також бере участь у будівництві гнізда. У кладці від 3 до 6 яєць, які самиця висиджує 2 тижні. Буває, що самиця відкладає яйця вдруге, тоді самець самостійно піклується про перший виводок.